# Хидрография на Бразилия
Бразилия има гъста и сложна речна мрежа, сред най-обширните в света.
Разполага с 8 основни водосборни басейна, които се вливат в Атлантическия океан. По-големите реки са:
- Амазонка (най-пълноводната река в света със среден отток при устието от 12,5 млрд. литра в минута, а според някои оценки и най-дългата в света[2]),
- Парана и най-големият ѝ приток, Игуасу (който включва водопада Игуасу),
- Рио Негро, Сао Франсиско, Шингу, Мадейра и Тапажос[1].